# Posłowie na Sejm Republiki Litewskiej 2008–2012
Posłowie na Sejm Republiki Litewskiej 2008–2012 zostali wybrani w wyborach parlamentarnych, które odbyły się w dwóch turach: 12 i 26 października 2008.
Pierwsze posiedzenie nowego Sejmu tej kadencji odbyło się 17 listopada 2008. Przewodniczącym parlamentu został w drugim głosowaniu Arūnas Valinskas, odwołany 15 września 2009. Dwa dni później przewodniczącą parlamentu została Irena Degutienė.

## Lista posłów według frakcji na koniec kadencji

### Związek Ojczyzny – Litewscy Chrześcijańscy Demokraci
- Mantas Adomėnas
- Vilija Aleknaitė Abramikienė
- Arvydas Anušauskas
- Audronius Ažubalis
- Vaidotas Bacevičius
- Danutė Bekintienė
- Agnė Bilotaitė
- Vida Marija Čigriejienė
- Rimantas Dagys
- Julius Dautartas
- Irena Degutienė
- Arimantas Dumčius
- Donatas Jankauskas
- Rasa Juknevičienė
- Evaldas Jurkevičius
- Algis Kazulėnas
- Andrius Kubilius
- Rytas Kupčinskas
- Kazimieras Kuzminskas
- Petras Luomanas
- Vincė Vaidevutė Margevičienė
- Kęstutis Masiulis
- Antanas Matulas
- Vitas Matuzas
- Saulius Pečeliūnas
- Edmundas Pupinis
- Naglis Puteikis, od 26 lipca 2011[1]
- Auksutė Ramanauskaitė-Skokauskienė
- Jurgis Razma
- Rūta Rutkelytė, od 18 listopada 2008[2]
- Liudvikas Sabutis
- Paulius Saudargas
- Česlovas Stankevičius
- Kazys Starkevičius
- Valentinas Stundys
- Stasys Šedbaras
- Jonas Šimėnas
- Justinas Urbanavičius
- Egidijus Vareikis
- Arvydas Vidžiūnas
- Emanuelis Zingeris
- Pranas Žeimys

Wybrany z ramienia Partii Wskrzeszenia Narodowego
- Rokas Žilinskas

### Litewska Partia Socjaldemokratyczna
- Vytenis Andriukaitis
- Mindaugas Bastys
- Bronius Bradauskas
- Algirdas Butkevičius
- Edmundas Jonyla
- Jonas Juozapaitis
- Česlovas Juršėnas
- Gediminas Kirkilas
- Albinas Mitrulevičius, od 9 marca 2011[3]
- Juozas Olekas
- Bronius Pauža
- Marija Pavilionienė, od 7 lipca 2009[4]
- Milda Petrauskienė
- Julius Sabatauskas
- Algimantas Salamakinas
- Rimantas Sinkevičius
- Algirdas Sysas
- Irena Šiaulienė
- Birutė Vėsaitė
- Edvardas Žakaris

Wybrany jako kandydat niezależny
- Stanislovas Giedraitis

Wybrany z ramienia Nowego Związku
- Valerijus Simulik

Wybrany z ramienia TPP
- Dainius Budrys

### Partia Chrześcijańska
Wybrani z ramienia TPP
- Ligitas Kernagis
- Donalda Meiželytė
- Aleksander Sacharuk, od 18 listopada 2008[5]
- Zita Užlytė

Wybrany jako kandydat niezależny
- Jonas Stanevičius

Wybrany z ramienia Porządku i Sprawiedliwości
- Jonas Ramonas

Wybrany z ramienia Związku Ojczyzny
- Vidmantas Žiemelis

### Związek Liberałów i Centrum
Wybrani z ramienia TPP
- Vincas Babilius
- Andrius Burba, od 18 listopada 2010[6]
- Antanas Nedzinskas
- Arūnė Stirblytė
- Arūnas Valinskas
- Inga Valinskienė

Wybrani z ramienia LiCS
- Vytautas Bogušis
- Algis Čaplikas
- Jonas Liesys
- Artūras Melianas
- Raimondas Šukys

### Porządek i Sprawiedliwość
- Dailis Barakauskas, od 18 listopada 2008[7]
- Algimantas Dumbrava
- Vytautas Galvonas
- Petras Gražulis
- Egidijus Klumbys
- Kęstas Komskis
- Andrius Mazuronis
- Valentinas Mazuronis
- Almantas Petkus
- Rimas  Ručys
- Rimantas Smetona
- Ona Valiukevičiūtė
- Julius Veselka
- Remigijus Žemaitaitis, od 8 grudnia 2009[8]

Wybrani z ramienia AWPL
- Michał Mackiewicz
- Jarosław Narkiewicz
- Leonard Talmont, od 30 listopada 2009[9]

### Ruch Liberalny Republiki Litewskiej
- Petras Auštrevičius
- Audrius Endzinas
- Kęstutis Glaveckas
- Algis Kašėta
- Dalia Kuodytė
- Eligijus Masiulis
- Gintaras Steponavičius
- Erikas Tamašauskas
- Dalia Teišerskytė

Wybrany z ramienia LiCS
- Arminas Lydeka

Wybrany z ramienia TPP
- Laimontas Dinius

### Partia Pracy
- Virginija Baltraitienė
- Saulius Bucevičius
- Valentinas Bukauskas
- Kęstutis Daukšys
- Vytautas Gapšys
- Vydas Gedvilas
- Loreta Graužinienė
- Jonas Kondrotas, od 12 kwietnia 2011[10]
- Dangutė Mikutienė
- Mečislovas Zasčiurinskas

### Frakcja łączona
Wybrani z ramienia LVLS
- Rima Baškienė
- Antanas Baura
- Konstantas Ramelis

Wybrani z ramienia LiCS
- Žilvinas Šilgalis
- Agnė Zuokienė, od 8 grudnia 2008[11]

Wybrani z ramienia TS-LKD
- Gintaras Songaila
- Aurelija Stancikienė
- Kazimieras Uoka

Wybrani z ramienia LSDP
- Jonas Jagminas
- Andrius Šedžius

Wybrany z ramienia Porządku i Sprawiedliwości
- Evaldas Lementauskas, od 11 kwietnia 2011[12]

Wybrani z ramienia TPP
- Asta Baukutė
- Vytautas Kurpuvesas
- Saulius Stoma

Wybrany z listy Ruchu Liberalnego Republiki Litewskiej
- Gediminas Navaitis

Wybrani jako kandydaci niezależni
- Mantas Varaška
- Valdemaras Valkiūnas

## Zrezygnowali z objęcia mandatu
- Raimundas Alekna, z ramienia TS-LKD
- Juozas Imbrasas, z ramienia TT
- Daiva Tamošiūnaitė-Budrė, z ramienia TPP

## Posłowie, których mandat wygasł w trakcie kadencji
- Remigijus Ačas, z ramienia TT, do 9 kwietnia 2011, zrzeczenie w związku z objęciem stanowiska w samorządzie
- Zigmantas Balčytis, z ramienia LSDP, do 28 czerwca 2009, zrzeczenie w związku z objęciem mandatu w PE
- Vilija Blinkevičiūtė, z ramienia LSDP, do 28 czerwca 2009, zrzeczenie w związku z objęciem mandatu w PE
- Vytautas Grubliauskas, z ramienia LRLS, do 11 kwietnia 2011, zrzeczenie w związku z objęciem stanowiska w samorządzie
- Linas Karalius, z ramienia TPP, do 11 listopada 2010, pozbawienie mandatu decyzją Sejmu
- Justinas Karosas, z ramienia LSDP, do 6 czerwca 2012, zgon
- Juozas Palionis, z ramienia LSDP, do 17 października 2011, zgon
- Jonas Pinskus, z ramienia DP, od 22 czerwca 2009[13] do 12 kwietnia 2011, zrzeczenie w związku z objęciem stanowiska w samorządzie
- Algis Rimas, z ramienia LSDP, do 9 sierpnia 2010, zgon
- Waldemar Tomaszewski, z ramienia AWPL, do 21 czerwca 2009, zrzeczenie w związku z objęciem mandatu w PE
- Viktor Uspaskich, z ramienia DP, do 15 czerwca 2009, zrzeczenie w związku z objęciem mandatu w PE
- Artūras Zuokas, z ramienia LiCS, do 30 listopada 2009, zrzeczenie